# The Miracle Man (1932)
The Miracle Man is een Amerikaanse dramafilm uit 1932 onder regie van Norman Z. McLeod. Destijds werd de film in Nederland uitgebracht onder de titel De wonderdoener.

## Verhaal
Een crimineel uit San Francisco duikt onder in een klein kuststadje. Hij komt erachter dat er in dat plaatsje een gebedsgenezer woont, die kreupele mensen weer kan laten lopen. De oplichter bedenkt een plan om de mensen te  laten geloven dat de genezingen van de wonderdoener authentiek zijn. Hij doet daarvoor een beroep op een slangenmens. De crimineel heeft er geen rekening mee gehouden dat de gebedsgenezer geen bedrieger is.

## Rolverdeling
| Acteur           | Personage         |
| ---------------- | ----------------- |
| Sylvia Sidney    | Helen Smith       |
| Chester Morris   | John Madison      |
| Robert Coogan    | Bobbie Holmes     |
| John Wray        | Frog              |
| Ned Sparks       | Harry Evans       |
| Hobart Bosworth  | Patriarch         |
| Lloyd Hughes     | Robert Thornton   |
| Virginia Bruce   | Margaret Thornton |
| Boris Karloff    | Nikko             |
| Irving Pichel    | Henry Holmes      |
| Frank Darien     | Hiram Higgins     |
| Florine McKinney | Betty Higgins     |